# Bjelovar-Bilogora

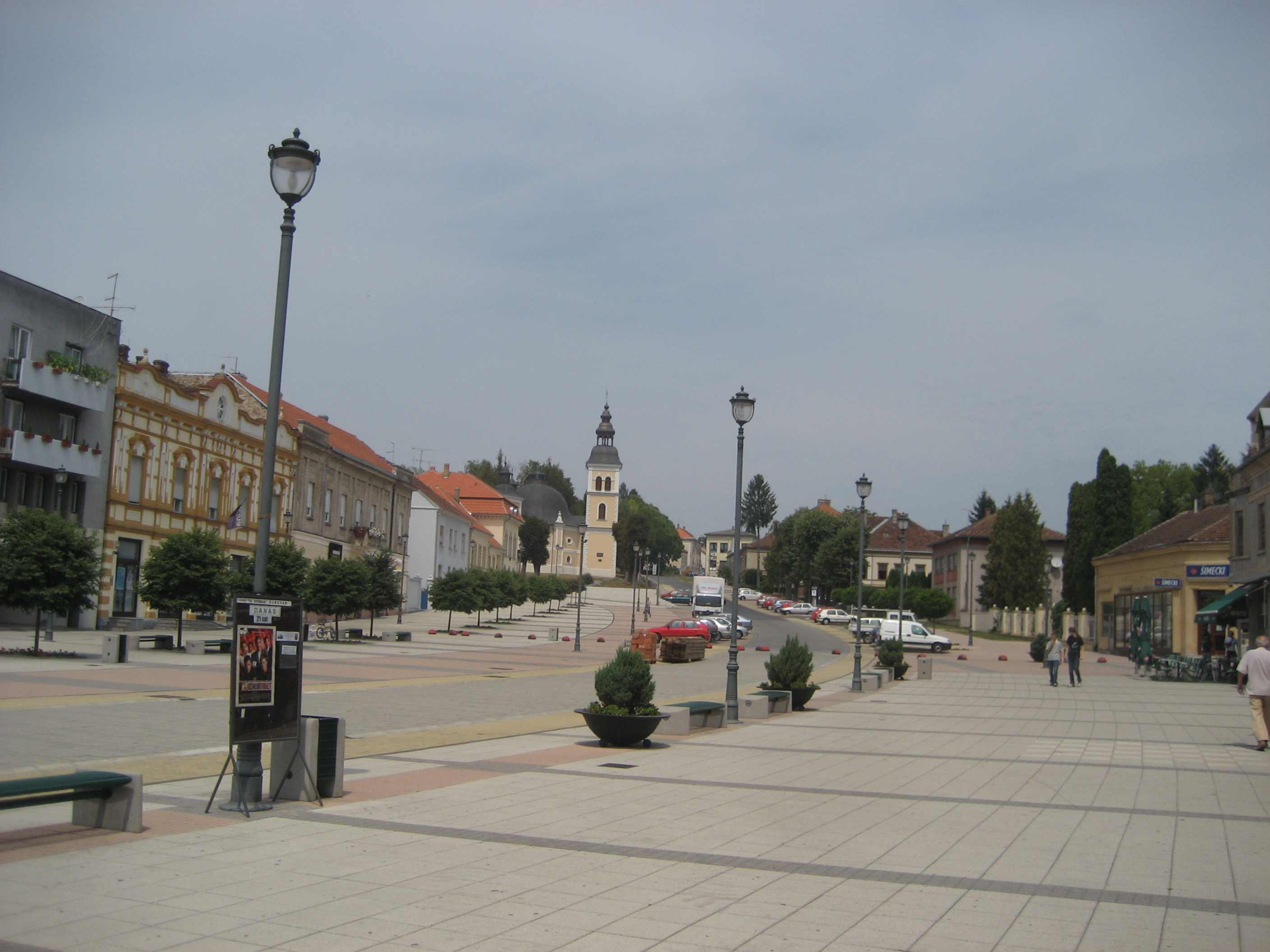
Daruvar

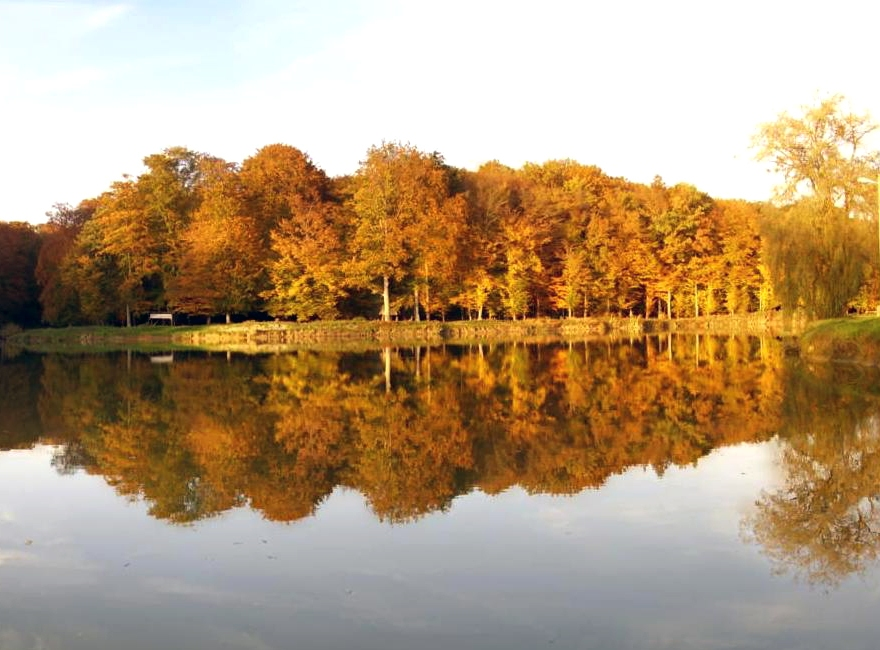
Recreatiegebied bij Grubišno Polje

Bjelovar-Bilogora (Kroatisch:Bjelovarsko-bilogorska županija) is een provincie in centraal Kroatië.
De administratieve hoofdstad Bjelovar werd voor het eerst in 1413 genoemd, maar werd pas belangrijk in 1756 toen hier een fort gebouwd werd ter verdediging tegen invallen door het Ottomaanse Rijk. In 1874 werd Bjelovar een vrijstad. Het andere deel van de naam van deze provincie komt van de schilderachtige heuvel de Bilogora die zich uitstrekt naar de noordelijke hoek van de provincie. Andere steden zijn Daruvar, Garešnica, Čazma en Grubišno Polje.
De provincie Bjelovar-Bilogora grenst aan de provincie Koprivnica-Križevci in het noorden, de provincie Virovitica-Podravina in het noordoosten, de provincie Požega-Slavonië in het zuidoosten, de provincie Sisak-Moslavina in het zuidwesten en de provincie Zagreb in het westen.

## Bestuurlijke indeling
De provincie Bjelovar-Bilogora is onderverdeeld in:
- De provinciehoofdstad Bjelovar
- De stad Čazma
- De stad Garešnica
- De stad Grubišno Polje
- De stad Daruvar
- De gemeente Berek
- De gemeente Dežanovac
- De gemeente Đulovac
- De gemeente Hercegovac
- De gemeente Ivanska
- De gemeente Kapela
- De gemeente Končanica
- De gemeente Nova Rača
- De gemeente Rovišće
- De gemeente Severin
- De gemeente Sirač
- De gemeente Šandrovac
- De gemeente Štefanje
- De gemeente Velika Pisanica
- De gemeente Velika Trnovitica
- De gemeente Veliki Grđevac
- De gemeente Veliko Trojstvo
- De gemeente Zrinski Topolovac

## Provinciale regering
Huidige Župan (prefect): Damir Bajs (HSS)
De provinciale assemblee is samengesteld uit 43 vertegenwoordigers van de volgende politieke partijen:
- Kroatische Boerenpartij (HSS) 15
- Kroatische Democratische Unie (HDZ) 9
- Sociaal Democratische Partij van Kroatië (SDP) 8
- Kroatische Sociaal Liberale Partij (HSLS) 4
- Kroatische Volkspartij (HNS) 2
- Kroatisch Blok (HB) 4
- Onafhankelijke vertegenwoordiger 1

Bjelovar-Bilogora · 
Brod-Posavina · 
Dubrovnik-Neretva · 
Istrië · 
Karlovac · 
Koprivnica-Križevci · 
Krapina-Zagorje · 
Lika-Senj · 
Međimurje · 
Osijek-Baranja · 
Požega-Slavonië · 
Primorje-Gorski Kotar · 
Šibenik-Knin · 
Sisak-Moslavina · 
Split-Dalmatië · 
Varaždin · 
Virovitica-Podravina · 
Vukovar-Srijem · 
Zadar · 
Provincie Zagreb · 
Stad Zagreb
Steden (gradovi): Bjelovar · Čazma · Daruvar · Garešnica · Grubišno Polje

Gemeenten (općine): Berek · Dežanovac · Đulovac · Hercegovac · Ivanska · Kapela · Končanica · Nova Rača · Rovišće · Severin · Sirač · Šandrovac · Štefanje · Velika Pisanica · Velika Trnovitica · Veliki Grđevac · Veliko Trojstvo · Zrinski Topolovac